# Johann Wolfgang Döbereiner
Johann Wolfgang Döbereiner, né le 13 décembre 1780 à Hof (Principauté de Bayreuth) et mort le 24 mars 1849, est un chimiste allemand, pionnier de la catalyse hétérogène. Il mit le premier en évidence le rôle de la lumière dans l'activation de certains mécanismes chimiques.

## Biographie
Johann-Wolfgang Döbereiner était le fils d'un cocher du domaine de Bug bei Weißdorf, en Franconie, et ne reçut qu'une éducation scolaire rudimentaire. En 1794, il entra en apprentissage pour cinq années chez un pharmacien de Münchberg ; puis, préparateur de pharmacie à Dillenburg, Karlsruhe et Strasbourg, il poursuivit en autodidacte sa formation en chimie, en botanique et en minéralogie.
De retour en Saxe en 1802, il ne parvint pas à se mettre à son compte ; mais quelques publications l'avaient fait connaître et, présenté par le baron Goethe au duc Charles-Auguste de Saxe-Weimar, il se vit proposer en 1810 le poste de professeur surnuméraire de chimie, de pharmacopée et de technologie à l’université d'Iéna. Comme il ne pouvait présenter aucune accréditation académique, l'université le reçut comme docteur en reconnaissance de la qualité de ses premières recherches, « déjà marquées du sceau du génie et de perfection. »
Döbereiner imagine de regrouper les éléments chimiques par leurs propriétés. Il pense qu'il existe des triades d'éléments aux propriétés comparables mais à différents degrés (lithium, sodium et potassium par exemple).
On lui doit, entre autres découvertes, celle des chlorures alcalins, des propriétés désinfectantes du charbon, des procédés propres à extraire la soude du sel de Johann Rudolf Glauber, de la singulière propriété qu'a le platine à l'état spongieux d'enflammer l'hydrogène au contact de l'air, propriété qu'il appliqua à la construction de briquets, de veilleuses et d'eudiomètres de platine. Le plus grand fabricant des briquets hydro-platiniques était Gottfried Piegler (de) à Schleiz (Allemagne).
En 1831, il découvre qu'une solution aqueuse d’oxalate ferrique exposée à la lumière précipite sous forme d'Humboldtite (c'est-à-dire, en termes modernes, d'oxalate ferreux) en dégageant du gaz carbonique : c'est la première référence connue d'un processus de décomposition de sels organiques par la seule action de la lumière.

## Œuvres
Il a laissé, outre de nombreux Mémoires :
- des Éléments de chimie pharmaceutique, Iéna, 1819
- des Essais de chimie pneumatique, 1821
- des Principes de chimie générale, 1826